# Carlos Lorca (actor)
Carlos Edgardo Lorca (Buenos Aires, 1939 - ibídem, 2 de septiembre de 2013) fue un actor de cine y teatro argentino.

## Carrera
El actor Carlos Lorca fue un notable intérprete que supo plasmar su talento actoral en la pantalla grande y el teatro argentino.
En la pantalla grande trabajó en la película Alicia en el país de las maravillas de 1976, dirigida por Eduardo Plá.
Falleció luego de una larga dolencia el lunes 2 de septiembre de 2013 a los 74 años. Sus restos descansan en el panteón de la Asociación Argentina de Actores del Cementerio de la Chacarita donde fue cremado.